# Ksenija Solo
Ksenija Solo (født 8. oktober 1987 i Riga, lettiske SSR, Sovjetunionen) er en lettisk skuespiller. Hun er primært kendt for sin rolle som  Mackenzie "Kenzi" Malikov i tv-serien Lost Girl.